# Gisbert Wüstholz

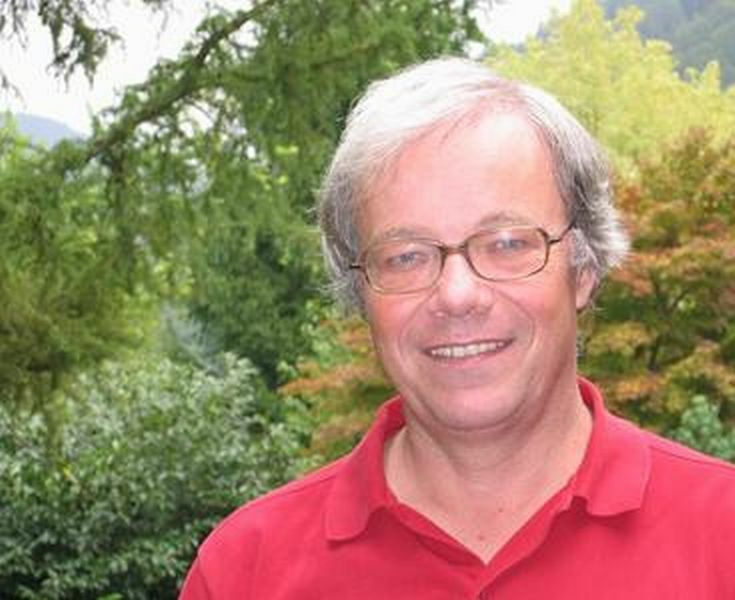
Gisbert Wüstholz, 2005

Gisbert Wüstholz (* 4. Juni 1948 in Tuttlingen) ist ein deutscher Mathematiker, der international für seine grundlegenden Beiträge zur Zahlentheorie (auf dem Gebiet der Theorie der transzendenten Zahlen und diophantischen Approximationen) und der arithmetischen algebraischen Geometrie bekannt ist.

## Bildung, Karriere und Forschung
Gisbert Wüstholz wurde 1948 in Tuttlingen (Baden-Württemberg) geboren und studierte von 1967 bis 1973 an der Albert-Ludwigs-Universität Freiburg, wo er 1978 bei Theodor Schneider promoviert wurde. Auf Einladung von Friedrich Hirzebruch hielt er sich ein Jahr lang als Postdoc an der Rheinischen Friedrich-Wilhelms-Universität Bonn auf. Anschließend erhielt er eine Postdoc-Stelle an der Bergischen Universität Wuppertal, wo er von 1979 bis 1984 bei Walter Borho arbeitete und danach nach Bonn als Professor am neu gegründeten Max-Planck-Institut für Mathematik wechselte. Von 1985 bis 1987 war er ordentlicher Professor für Mathematik in Wuppertal und wurde 1987 als ordentlicher Professor für Mathematik an der ETH Zürich gewählt. Er gründete 2003 die Zürich Graduate School in Mathematik und war bis 2008 deren Direktor. Seit 2013 ist er emeritierter Professor an der ETH Zürich.
Er ist Mitglied der Deutschen Akademie der Naturforscher Leopoldina (seit 2000), der Berlin-Brandenburgischen Akademie der Wissenschaften (seit 2003), der Academia Europaea (seit 2008), wo er 2011–2013 Vorsitzender der Sektion Mathematik war, und seit 2016 der Europäischen Akademie der Wissenschaften und Künste. Im Jahr 1999 wurde er Honorary Advisory Professor an der Tongji University, Shanghai. Ab 2011 war er Senator für Mathematik an der Leopoldina. Er ist Honorarprofessor an der Technischen Universität Graz (seit 2017).
Gisbert Wüstholz hielt sich längere Zeit an verschiedenen Universitäten und Forschungsinstituten auf, etwa an der University of Michigan in Ann Arbor (1984, 1988) und am Institut des Hautes Études Scientifiques in Bures-sur-Yvette (1987). Er war Member am Institute for Advanced Study in Princeton (1986, 1990, 1994/95, 2011), 1992 Visiting Fellow Commoner am Trinity College in Cambridge für Forschungsprojekte mit Alan Baker und besuchte im folgenden Jahr das Mathematical Sciences Research Institute in Berkeley (1993). Er war häufig Gast am Max-Planck-Institut für Mathematik in Bonn und am Internationalen Erwin-Schrödinger-Institut für Mathematische Physik (ESI) in Wien. Seit 2015 ist er Gast an der Universität Zürich. Im Akademischen Jahr 2017/18 war er Senior Research Fellow am Freiburg Institute for Advanced Studies (FRIAS).
Seit 1980 hat Gisbert Wüstholz enge Beziehungen zu einer Reihe von Universitäten in Asien: Er hielt sich jeweils ein paar Monate an der Kyushu University in Fukuoka (1992), dem Morningside Center of Mathematics der Chinesischen Akademie der Wissenschaften in Peking, an der Hong Kong University of Science and Technology (HKUST) (1996, 1997, 2006, 2010) und an der University of Hong Kong (HKU) (1999, 2011, 2012) auf. Mehrere Besuche führten ihn zum Vietnam Institute for Advanced Study in Mathematics (VIASM) (2010, 2017), zum Korea Institute for Advanced Study (KIAS) und zur National Taiwan University in Taipei (2009, 2013, 2016).
1986 hielt Gisbert Wüstholz einen eingeladenen Vortrag auf dem Internationalen Mathematikerkongress (ICM) in Berkeley, 1992 die Mordell-Vorlesung in Cambridge, 2001 die 13. Kuwait-Gründungsvorlesung, einen eingeladenen Vortrag am Leonhard-Euler-Festival in St. Petersburg im Jahr 2007 anlässlich des 300. Geburtstags von Leonhard Euler und 2008 die Akademievorlesung an der Berlin-Brandenburgischen Akademie der Wissenschaften.
Seine Forschungsinteressen sind Algebraische Geometrie und Zahlentheorie (insbesondere diophantische Approximationen und Transzendenztheorie) sowie Hodge-Theorie (Perioden). Höhepunkte seiner wissenschaftlichen Arbeit sind sein analytischer Untergruppensatz (1989), der auf den 1989 veröffentlichten Multiplizitätsschätzungen auf Gruppenvarietäten basiert, sein Beweis für das abelsche Analogon des berühmten Satzes von Lindemann (mit dem Lindemann bewies, dass die Kreiszahl transzendent und damit die Quadratur des Kreises unmöglich ist) sowie die gemeinsame Arbeit mit Gerd Faltings zum Subspace-Theorem von Wolfgang Schmidt sowie die Isogenie-Abschätzungen für abelsche Varietäten, bewiesen zusammen mit David Masser, die einen alternativen Zugang zur Mordell-Vermutung bieten. Zu erwähnen sind auch die gemeinsamen Arbeiten mit Alan Baker über Linearformen in Logarithmen. Sein analytischer Untergruppensatz ist jetzt ein zentrales Ergebnis der Transzendenztheorie. Es besagt, dass die einzigen algebraischen Punkte einer analytischen Untergruppe {\displaystyle A} einer kommutativen algebraischen Gruppe über {\displaystyle {\overline {\mathbb {Q} }}} in einer algebraischen Untergruppe von {\displaystyle A} liegen.

## Schriften (Auswahl)

### Bücher
- mit G. Faltings: Rational Points. Aspects of Mathematics, E6. Friedr. Vieweg & Sohn, Braunschweig (1st ed. 1984, 2nd ed. 1986), 3rd ed., 1992. Aufsätze aus dem Seminar des Max-Planck-Instituts für Mathematik, 1983/1984 in Bonn/Wuppertal, mit einem Anhang von Wüstholz in 3. Auflage.
- A Panorama of Number Theory or the View from Baker’s Garden. Editor. Cambridge University Press, Cambridge 2002, ISBN 0-521-80799-9.
- mit A. Baker: Logarithmic Forms and Diophantine Geometry. New Mathematical Monographs 9. Cambridge University Press, Cambridge 2007, ISBN 978-0-521-88268-2.

### Aufsätze
- Über das abelsche Analogon des Lindemannschen Satzes I. Inventiones Mathematicae, Band 72, Nr. 3, 1983, S. 363–388, doi:10.1007/BF01398393.
- Algebraic Groups, Hodge Theory and Transcendence. Proceedings of the International Congress of Mathematicians, Band 1, 2 (Berkeley, Calif. 1986), S. 476–483, Amer. Math. Soc., Providence, RI, 1987.
- Multiplicity Estimates on Group Varieties. Annals of Mathematics, Series 2, Band 129, Nr. 3, 1989, S. 471–500, doi:10.2307/1971514.
- Algebraische Punkte auf analytischen Untergruppen algebraischer Gruppen. Annals of Mathematics, Series 2, Band 129, Nr. 3, 1989, S. 501–517, doi:10.2307/1971515.
- mit D. Masser: Periods and minimal abelian subvarieties. Annals of Mathematics, Series 2, Band 137, Nr. 2, 1993, S. 407–458, doi:10.2307/2946542.
- mit D. Masser: Isogeny estimates for abelian varieties and finiteness theorems. Annals of Mathematics, Series 2, Band 137, Nr. 3, 1993, S. 459–472, doi:10.2307/2946529.
- mit A. Baker: Logarithmic forms and group varieties. J. Reine Angew. Math., Band 442, 1993, S. 19–62, doi:10.1515/crll.1993.442.19.
- mit G. Faltings: Diophantine approximations on projective spaces. Inventiones Mathematicae, Band 116, Nr. 1–3, 1994, S. 109–138, doi:10.1007/BF01231559.
- mit D. Masser: Factorization estimates for Abelian varieties. Publ. Math. Inst. Hautes Études Sci., Band 81, 1995, S. 5–24, ISSN:0073-8301.
- mit P. B. Cohen: Application of the André-Oort Conjecture to some questions in transcendence. In: A Panorama in Number Theory or The View from Baker’s Garden (Zürich 1999), Cambridge University Press, 2002, S. 89–106, doi:10.1017/CBO9780511542961.007.
- Leibniz’ conjecture, periods & motives. In: Colloquium De Giorgi 2009, Colloquia, 3, Ed. Norm., Pisa, 2012, S. 33–42, doi:10.1007/978-88-7642-387-1_3.